# Gisela Dulko
Gisela Dulko (Tigre, 30 gennaio 1985) è un'allenatrice di tennis ed ex tennista argentina.

## Biografia
In carriera ha vinto 4 tornei WTA in singolare e 17 in doppio, specialità nella quale, insieme a Flavia Pennetta, è stata nº1 del mondo aggiudicandosi il Masters di fine anno e, poco dopo, anche gli Australian Open 2011. Ha annunciato il ritiro dalle competizioni nel 2012, all'età di 27 anni.
Sposata con l'ex calciatore attuale allenatore di calcio Fernando Gago la coppia ha tre figli.

## Carriera
Nel 2009 ha raggiunto il terzo turno agli internazionali d'Italia, battuta da Jelena Janković, e la finale a Bogotà, sconfitta da María José Martínez Sánchez. A Wimbledon 2009 raggiunge il suo massimo risultato in carriera al torneo, il terzo turno, dopo aver battuto al secondo turno Marija Šarapova 6-2 3-6 6-4. Il 10 luglio 2010 disputa la finale del torneo di Bastad ma viene sconfitta dalla francese Aravane Rezaï in tre set. Il 1º novembre 2010 è diventata la numero 1 del ranking WTA di doppio insieme all'italiana Flavia Pennetta. Gisela e Flavia, vincono anche i WTA Tour Championships 2010 e vincono anche il premio come la coppia dell'anno.
Con la stessa Pennetta agli Australian Open 2011 trionfa nel torneo di doppio, aggiudicandosi il primo Slam in carriera, vincendo la finale contro la coppia formata da Viktoryja Azaranka e Marija Kirilenko per 2-6, 7-5, 6-1. Il 26 febbraio 2011 si aggiudica il torneo di Acapulco battendo in finale la spagnola Arantxa Parra Santonja con il punteggio di 6-3, 7–6(5). Nel luglio 2011 sposa il calciatore argentino del Valencia Fernando Gago. Il 9 settembre 2011 perde in coppia con il connazionale Eduardo Schwank la finale di doppio misto dell'US Open contro la coppia americana formata da Melanie Oudin e Jack Sock.
Il 18 novembre 2012, non ancora ventottenne, annuncia il suo ritiro dalla carriera agonistica. Aveva appena rappresentato, con poca fortuna (subito fuori al primo turno), il suo Paese alle Olimpiadi di Londra.

## Statistiche

### Singolare

#### Vittorie (4)
| Legenda: Prima del 2009 | Legenda: Dal 2009     |
| ----------------------- | --------------------- |
| Grande Slam (0)         |                       |
| Ori Olimpici (0)        |                       |
| WTA Championships (0)   |                       |
| Tier I (0)              | Premier Mandatory (0) |
| Tier II (0)             | Premier 5 (0)         |
| Tier III (1)            | Premier (0)           |
| Tier IV (2)             | International (1)     |

| N. | Data             | Torneo                                        | Superficie  | Avversaria in finale    | Score            |
| 1. | 29 aprile 2007   | Budapest Grand Prix, Budapest                 | Terra rossa | Sorana Cîrstea          | 6(2)–7, 6–2, 6–2 |
| 2. | 25 agosto 2007   | Forest Hills Tennis Classic, Forest Hills     | Cemento     | Virginie Razzano        | 6–2, 6–2         |
| 3. | 5 maggio 2008    | Grand Prix SAR La Princesse Lalla Meryem, Fès | Terra rossa | Anabel Medina Garrigues | 7–6(2), 7–6(5)   |
| 4. | 26 febbraio 2011 | Abierto Mexicano Telcel, Acapulco             | Terra rossa | Arantxa Parra Santonja  | 6-3, 7-6(5)      |

#### Sconfitte (4)
| Legenda: Prima del 2009 | Legenda: Dal 2009     |
| ----------------------- | --------------------- |
| Grande Slam (0)         |                       |
| Argenti Olimpici (0)    |                       |
| WTA Championships (0)   |                       |
| Tier I (0)              | Premier Mandatory (0) |
| Tier II (0)             | Premier 5 (0)         |
| Tier III (0)            | Premier (0)           |
| Tier IV (2)             | International (2)     |

| N. | Data             | Torneo                                | Superficie  | Avversaria in finale        | Score         |
| 1. | 16 gennaio 2005  | Moorilla Hobart International, Hobart | Cemento     | Jie Zheng                   | 2-6, 0-6      |
| 2. | 11 febbraio 2007 | PTT Pattaya Open, Pattaya             | Cemento     | Sybille Bammer              | 5-7, 6-3, 5-7 |
| 3. | 22 febbraio 2009 | Copa Colsanitas, Bogotà               | Terra rossa | María José Martínez Sánchez | 3-6, 2-6      |
| 4. | 10 luglio 2010   | Swedish Open, Båstad                  | Terra rossa | Aravane Rezaï               | 3-6, 6-4, 4-6 |

### Doppio

#### Vittorie (17)
| Legenda: Prima del 2009 | Legenda: Dal 2009     |
| ----------------------- | --------------------- |
| Grande Slam (1)         |                       |
| Ori Olimpici (0)        |                       |
| WTA Championships (1)   |                       |
| Tier I (0)              | Premier Mandatory (1) |
| Tier II (2)             | Premier 5 (2)         |
| Tier III (3)            | Premier (2)           |
| Tier IV (0)             | International (4)     |
| Tier V (1)              | WTA 125s (0)          |

| N.  | Data             | Torneo                                               | Superficie      | Compagno             | Avversari in finale                                | Punteggio           |
| 1.  | 5 aprile 2003    | Grand Prix SAR La Princesse Lalla Meryem, Casablanca | Terra rossa     | María Emilia Salerni | Henrieta Nagyová Olena Tatarkova                   | 6–3, 6–4            |
| 2.  | 9 ottobre 2005   | Japan Open Tennis Championships, Tokyo               | Cemento         | Marija Kirilenko     | Shinobu Asagoe María Vento-Kabchi                  | 7–5, 4–6, 6–3       |
| 3.  | 16 ottobre 2005  | PTT Bangkok Open, Bangkok                            | Cemento         | Shinobu Asagoe       | Conchita Martínez Virginia Ruano Pascual           | 6–1, 7–5            |
| 4.  | 30 ottobre 2005  | Generali Ladies Linz, Linz                           | Cemento (i)     | Květa Peschke        | Conchita Martínez Virginia Ruano Pascual           | 6–2, 6–3            |
| 5.  | 26 febbraio 2006 | Copa Colsanitas, Bogotà                              | Terra rossa     | Flavia Pennetta      | Ágnes Szávay Jasmin Wöhr                           | 7–6(1), 6–1         |
| 6.  | 23 luglio 2006   | Cincinnati Masters, Cincinnati                       | Cemento         | Maria Elena Camerin  | Marta Domachowska Sania Mirza                      | 6–4, 3–6, 6–2       |
| 7.  | 16 gennaio 2009  | Moorilla Hobart International, Hobart                | Cemento         | Flavia Pennetta      | Al'ona Bondarenko Kateryna Bondarenko              | 6–2, 7–6(4)         |
| 8.  | 11 luglio 2009   | Swedish Open, Båstad                                 | Terra rossa     | Flavia Pennetta      | Nuria Llagostera Vives María José Martínez Sánchez | 6–2, 0–6, [10–5]    |
| 9.  | 20 febbraio 2010 | Copa Colsanitas, Bogotà (2)                          | Terra rossa     | Edina Gallovits      | Ol'ga Savčuk Nastas'sja Jakimava                   | 6–2, 7–6(6)         |
| 10. | 4 aprile 2010    | Sony Ericsson Open, Miami                            | Cemento         | Flavia Pennetta      | Nadia Petrova Samantha Stosur                      | 6–3, 4–6, [10–7]    |
| 11. | 2 maggio 2010    | Porsche Tennis Grand Prix, Stoccarda                 | Terra rossa (i) | Flavia Pennetta      | Květa Peschke Katarina Srebotnik                   | 3–6, 7–6(3), [10–5] |
| 12. | 8 maggio 2010    | Internazionali d'Italia, Roma                        | Terra rossa     | Flavia Pennetta      | Nuria Llagostera Vives María José Martínez Sánchez | 6–4, 6–2            |
| 13. | 10 luglio 2010   | Swedish Open, Båstad (2)                             | Terra rossa     | Flavia Pennetta      | Renata Voráčová Barbora Záhlavová-Strýcová         | 7-6(0), 6-0         |
| 14. | 23 agosto 2010   | Rogers Cup, Montréal                                 | Cemento         | Flavia Pennetta      | Květa Peschke Katarina Srebotnik                   | 7–5, 3–6, [12–10]   |
| 15. | 23 ottobre 2010  | Kremlin Cup, Mosca                                   | Cemento (i)     | Flavia Pennetta      | Sara Errani María José Martínez Sánchez            | 6–3, 2–6, [10–6]    |
| 16. | 31 ottobre 2010  | WTA Tour Championships, Doha                         | Cemento         | Flavia Pennetta      | Květa Peschke Katarina Srebotnik                   | 7–5, 6–4            |
| 17. | 28 gennaio 2011  | Australian Open, Melbourne,                          | Cemento         | Flavia Pennetta      | Viktoryja Azaranka Marija Kirilenko                | 2-6, 7-5, 6-1       |

#### Sconfitte (13)
| Legenda: Prima del 2009 | Legenda: Dal 2009     |
| ----------------------- | --------------------- |
| Grande Slam (0)         |                       |
| Argenti Olimpici (0)    |                       |
| WTA Championships (0)   |                       |
| Tier I (0)              | Premier Mandatory (4) |
| Tier II (4)             | Premier 5 (1)         |
| Tier III (0)            | Premier (1)           |
| Tier IV (1)             | International (1)     |
| Tier V (1)              | WTA 125s (0)          |

| N.  | Data              | Torneo                                               | Superficie      | Compagno                      | Avversari in finale                                | Punteggio           |
| 1.  | 8 luglio 2002     | Grand Prix SAR La Princesse Lalla Meryem, Casablanca | Terra rossa     | Conchita Martínez Granados    | Petra Mandula Patricia Wartusch                    | 2-6, 1-6            |
| 2.  | 2 maggio 2004     | Orange Prokom Open, Varsavia                         | Terra rossa     | Patricia Tarabini             | Silvia Farina Elia Francesca Schiavone             | 6-3, 2-6, 1-6       |
| 3.  | 26 settembre 2004 | China Open, Pechino                                  | Cemento         | María Vento-Kabchi            | Emmanuelle Gagliardi Dinara Safina                 | 4-6, 4-6            |
| 4.  | 22 agosto 2005    | Pilot Pen Tennis, New Haven                          | Cemento         | Marija Kirilenko              | Lisa Raymond Samantha Stosur                       | 2-6, 7-6(1), 1-6    |
| 5.  | 7 maggio 2006     | Estoril Open, Estoril                                | Terra rossa     | María Antonia Sánchez Lorenzo | Li Ting Sun Tiantian                               | 2-6, 2-6            |
| 6.  | 20 luglio 2006    | Bank of the West Classic, Stanford                   | Cemento         | Maria Elena Camerin           | Anna-Lena Grönefeld Shahar Peer                    | 1-6, 4-6            |
| 7.  | 22 febbraio 2009  | Copa Colsanitas, Bogotà                              | Terra rossa     | Flavia Pennetta               | Nuria Llagostera Vives María José Martínez Sánchez | 5-7, 6-3, [7-10]    |
| 8.  | 21 marzo 2009     | BNP Paribas Open, Indian Wells                       | Cemento         | Shahar Peer                   | Vera Zvonarëva Viktoryja Azaranka                  | 4-6, 6-3, [5-10]    |
| 9.  | 3 maggio 2009     | Porsche Tennis Grand Prix, Stoccarda                 | Terra rossa (i) | Flavia Pennetta               | Bethanie Mattek-Sands Nadia Petrova                | 7-5, 3-6, [7-10]    |
| 10. | 15 maggio 2010    | Mutua Madrileña Madrid Open, Madrid                  | Terra rossa     | Flavia Pennetta               | Serena Williams Venus Williams                     | 2-6, 5-7            |
| 11. | 9 ottobre 2010    | China Open, Pechino (2)                              | Cemento         | Flavia Pennetta               | Chuang Chia-jung Vol'ha Havarcova                  | 6(2)-7, 6-1, [7-10] |
| 12. | 1º ottobre 2011   | Toray Pan Pacific Open, Tokyo                        | Cemento         | Flavia Pennetta               | Liezel Huber Lisa Raymond                          | 6(4)-7, 6-0, [6-10] |
| 13. | 8 ottobre 2011    | China Open, Pechino (3)                              | Cemento         | Flavia Pennetta               | Katarina Srebotnik Květa Peschke                   | 3-6, 4-6            |

### Doppio misto

#### Sconfitte (1)
| Tornei del Grande Slam  |
| ----------------------- |
| Australian Open (0)     |
| Open di Francia (0)     |
| Torneo di Wimbledon (0) |
| US Open (1)             |
| Argenti Olimpici (0)    |

| N. | Data             | Torneo            | Superficie | Partner         | Avversario in finale    | Punteggio           |
| 1. | 9 settembre 2011 | US Open, New York | Cemento    | Eduardo Schwank | Melanie Oudin Jack Sock | 6(4)-7, 6-4, [8-10] |

## Risultati in progressione
| Sigla | Risultato               |
| ----- | ----------------------- |
| V     | Vincitore               |
| F     | Finalista               |
| SF    | Semifinalista           |
| O     | Oro olimpico            |
| A     | Argento olimpico        |
| SF    | Bronzo olimpico         |
| QF    | Quarti di Finale        |
| 4T    | Quarto turno            |
| 3T    | Terzo turno             |
| 2T    | Secondo turno           |
| 1T    | Primo turno             |
| RR    | Round Robin             |
| LQ    | Turno di qualificazione |
| A     | Assente                 |
| ND    | Non disputato           |

| Legenda superfici    |
| -------------------- |
| Cemento              |
| Terra battuta        |
| Erba                 |
| Superficie variabile |

### Singolare nei tornei del Grande Slam
| Torneo          | 2002 | 2003 | 2004 | 2005 | 2006 | 2007 | 2008 | 2009 | 2010 | 2011 | 2012 |
| --------------- | ---- | ---- | ---- | ---- | ---- | ---- | ---- | ---- | ---- | ---- | ---- |
| Australian Open | A    | A    | 1T   | 2T   | 2T   | 2T   | 1T   | 2T   | 3T   | 1T   | 1T   |
| Open di Francia | A    | 1T   | 3T   | 2T   | 4T   | 2T   | 2T   | 3T   | 2T   | 4T   | A    |
| Wimbledon       | A    | A    | 3T   | 2T   | 3T   | 1T   | 3T   | 3T   | 1T   | A    | A    |
| US Open         | A    | A    | 2T   | 2T   | 1T   | 1T   | 1T   | 4T   | 3T   | 2T   | A    |

### Doppio nei tornei del Grande Slam
| Torneo          | 2002 | 2003 | 2004 | 2005 | 2006 | 2007 | 2008 | 2009 | 2010 | 2011 | 2012 |
| --------------- | ---- | ---- | ---- | ---- | ---- | ---- | ---- | ---- | ---- | ---- | ---- |
| Australian Open | A    | A    | 2T   | 2T   | QF   | 3T   | 1T   | 2T   | QF   | V    | 3T   |
| Open di Francia | A    | 2T   | 4T   | 2T   | 4T   | QF   | 1T   | 2T   | QF   | QF   | 2T   |
| Wimbledon       | 1T   | 1T   | 3T   | 1T   | 1T   | 1T   | 2T   | 2T   | SF   | A    | 1T   |
| US Open         | A    | 1T   | 1T   | 3T   | 1T   | 3T   | 2T   | 3T   | QF   | 3T   | A    |

### Doppio misto nei tornei del Grande Slam
| Torneo          | 2002 | 2003 | 2004 | 2005 | 2006 | 2007 | 2008 | 2009 | 2010 | 2011 | 2012 |
| --------------- | ---- | ---- | ---- | ---- | ---- | ---- | ---- | ---- | ---- | ---- | ---- |
| Australian Open | A    | A    | A    | 1T   | A    | A    | A    | A    | A    | A    | 1T   |
| Open di Francia | A    | A    | A    | A    | QF   | A    | A    | A    | A    | A    | 2T   |
| Wimbledon       | A    | A    | 2T   | QF   | 2T   | A    | A    | 2T   | 2T   | A    | A    |
| US Open         | A    | A    | A    | A    | A    | A    | A    | A    | 3T   | F    | A    |

## Vittorie contro giocatrici Top 10
| Stagione | 2004 | 2005 | 2006 | 2007 | 2008 | 2009 | 2010 | 2011 | Totale |
| Vittorie | 3    | 3    | 0    | 0    | 0    | 2    | 0    | 1    | 9      |

| #    | Giocatrice             | Ranking | Evento                        | Superficie      | Turno | Punteggio      | Rank. GDR |
| ---- | ---------------------- | ------- | ----------------------------- | --------------- | ----- | -------------- | --------- |
| 2004 |                        |         |                               |                 |       |                |           |
| 1.   | Ai Sugiyama            | 10      | Fed Cup, Buenos Aires         | Terra rossa     | RR    | 6-3, 6-4       | 68        |
| 2.   | Svetlana Kuznecova     | 9       | Fed Cup, Buenos Aires         | Terra rossa     | RR    | 6-4, 3-6, 6-4  | 52        |
| 3.   | Elena Dement'eva       | 6       | Canadian Open, Montréal       | Cemento         | 2T    | 6-1, 6-4       | 43        |
| 2005 |                        |         |                               |                 |       |                |           |
| 4.   | Elena Dement'eva (2)   | 5       | Internazionali d'Italia, Roma | Terra rossa     | 2T    | 7-5, 6-4       | 37        |
| 5.   | Nadia Petrova          | 8       | Rosmalen Open, Rosmalen       | Erba            | QF    | 6-4, 4-6, 6-3  | 37        |
| 6.   | Svetlana Kuznecova (2) | 4       | Canadian Open, Toronto        | Cemento         | 3T    | 7-6(3), 7-6(8) | 35        |
| 2009 |                        |         |                               |                 |       |                |           |
| 7.   | Jelena Janković        | 3       | Miami Open, Miami             | Cemento         | 2T    | 6-4, 7-6(5)    | 35        |
| 8.   | Viktoryja Azaranka     | 8       | Stuttgart Open, Stoccarda     | Terra rossa (i) | 2T    | 6-4, 6-3       | 34        |
| 2011 |                        |         |                               |                 |       |                |           |
| 9.   | Samantha Stosur        | 6       | Open di Francia, Parigi       | Terra rossa     | 3T    | 6-4, 1-6, 6-3  | 51        |